# Ceutorhynchus resedae
Ceutorhynchus resedae är en skalbaggsart som först beskrevs av Thomas Marsham 1802.  Ceutorhynchus resedae ingår i släktet Ceutorhynchus, och familjen vivlar. Arten är reproducerande i Sverige.